# Anita Sarkeesian
Anita Sarkeesian (født 1983 i Toronto) er en canadisk-amerikansk feminist, mediekritiker og blogger. Hun er skaberen af videobloggen Feminist Frequency, herunder video-serien Tropes vs. Women, hvori hun udforsker stereotyper i fremstillingen af kvinder indenfor popkulturen. I eftermælet på GamerGate og VidCon 2017 modtog hun kritik for at være misvisende i sit kickstarterkoncept, som rejste mindst 440.000 dollars alene i 2014. I 2014 blev kritikken af hende knyttet sammen med Gamergate-kontroversen. 

## Biografi
Sarkeesians forældre er armeniere fra Irak, der indvandrede til Canada i 1970. Hun har en bachelorgrad fra California State University i kommunikation og en mastergrad fra York University. Hendes speciale havde titlen I'll Make a Man Out of You: Strong Women in Science Fiction and Fantasy Television. 